# Ostvorpommern
Ostvorpommern là một huyện cũ ở phía đông của Mecklenburg-Vorpommern, Đức. Các huyện giáp ranh theo chiều kim đồng hồ Uecker-Randow, Mecklenburg-Strelitz, Demmin và Nordvorpommern. Thành phố Greifswald bị huyện này bao quanh nhưng không thuộc huyện.
Huyện này nằm bên bờ biển Baltic. Huyện bao gồm phần phía tây của đảo Usedom, trừ thành phố Swinemünde thuộc Ba Lan. Usedom là đảo lớn thứ nhì của Đức, đảo lớn nhất là Rügen. Đảo này rộng 445 km², trong đó khu vực thuộc Đức rộng 373 km², thuộc Ba Lan 72 km².
Sông Peene chảy vào huyện ở phía tây, chảy qua thị xã Anklam, và chảy vào một eo biển có tên Peenestrom chia Usedom khỏi lục địa.

## Lịch sử
Huyện đã được lập vào ngày 12 tháng 6 năm 1994 thông qua việc sáp nhập các huyện cũ Anklam, Greifswald và Wolgast.
Tháng 9 năm 2011, huyện được sáp nhập vào huyện mới Vorpommern-Greifswald.

## Thị xã và đô thị
| Amt-free towns | Amt-free municipalities |
| -------------- | ----------------------- |
| 1. Anklam      | 1. Heringsdorf          |

| Ämter | Ämter | Ämter |
| --- | --- | --- |
| - 1. Am Peenestrom 1. Buddenhagen 2. Buggenhagen 3. Hohendorf 4. Krummin 5. Lassan2 6. Lütow 7. Pulow 8. Sauzin 9. Wolgast1, 2 10. Zemitz - 2. Anklam-Land 1. Bargischow 2. Blesewitz 3. Boldekow 4. Bugewitz 5. Butzow 6. Drewelow 7. Ducherow 8. Iven 9. Japenzin 10. Krien 11. Krusenfelde 12. Liepen 13. Löwitz 14. Medow 15. Neetzow 16. Neu Kosenow 17. Neuendorf A 18. Neuendorf B 19. Neuenkirchen 20. Pelsin 21. Postlow 22. Putzar 23. Rathebur 24. Rossin 25. Sarnow 26. Spantekow1 27. Stolpe 28. Wietstock | - 3. Landhagen 1. Behrenhoff 2. Dargelin 3. Dersekow 4. Diedrichshagen 5. Hinrichshagen 6. Levenhagen 7. Mesekenhagen 8. Neuenkirchen1 9. Wackerow 10. Weitenhagen - 4. Lubmin 1. Brünzow 2. Hanshagen 3. Katzow 4. Kemnitz 5. Kröslin 6. Loissin 7. Lubmin1 8. Neu Boltenhagen 9. Rubenow 10. Wusterhusen - 5. Usedom-Nord 1. Karlshagen 2. Mölschow 3. Peenemünde 4. Trassenheide 5. Zinnowitz1 | - 6. Usedom-Süd 1. Benz 2. Dargen 3. Garz 4. Kamminke 5. Korswandt 6. Koserow 7. Loddin 8. Mellenthin 9. Pudagla 10. Rankwitz 11. Stolpe auf Usedom 12. Ückeritz 13. Usedom1, 2 14. Zempin 15. Zirchow - 7. Züssow 1. Bandelin 2. Gribow 3. Groß Kiesow 4. Groß Polzin 5. Gützkow2 6. Karlsburg 7. Klein Bünzow 8. Kölzin 9. Lühmannsdorf 10. Lüssow 11. Murchin 12. Rubkow 13. Schmatzin 14. Wrangelsburg 15. Ziethen 16. Züssow1 |
| 1thủ phủ của Amt; 2thị xã | | |